# Anamecia nalitiosa
Anamecia nalitiosa är en fjärilsart som beskrevs av Alphéraky 1892. Anamecia nalitiosa ingår i släktet Anamecia och familjen nattflyn. Inga underarter finns listade i Catalogue of Life.